# HD 116029
HD 116029 — двойная звезда в созвездии Волос Вероники на расстоянии приблизительно 402 световых лет (около 123 парсек) от Солнца. Видимая звёздная величина звезды — +7,877m. Возраст звезды определён как около 3,345 млрд лет.
Вокруг звезды обращается, как минимум, две планеты.

## Характеристики
Первый компонент (HD 116029A) — оранжевая звезда спектрального класса K0, или K1IV, или K1III. Масса — около 1,835 солнечной, радиус — около 5,111 солнечного, светимость — около 11,573 солнечной. Эффективная температура — около 4772 K.

## Планетная система
В 2010 году группой астрономов, работающих с данными, полученными в обсерватории Кека, было объявлено об открытии планеты HD 116029A c.
В 2011 годах группой астрономов, работающих с данными, полученными в обсерватории Кека, было объявлено об открытии планеты HD 116029A b.
В 2019 году учёными, анализирующими данные проектов HIPPARCOS и Gaia, у звезды обнаружена планета HIP 65117A d.